# كريستيان ماركيز (لاعب كرة قدم)
كريستيان ماركيز هو لاعب كرة قدم برتغالي، ولد في 15 يناير 2003 في أوستر في سويسرا.